# Claudio López Lamadrid
Claudio López Lamadrid o Claudio López de Lamadrid (Barcelona, 1960 - Barcelona, 11 de gener de 2019) va ser un destacat editor català, que va treballar a les editorials Tusquets, Galaxia Gutenberg i Penguin Random House.
Provinent d'una família aristocràtica (els marquesos de Comillas), va aprendre l'ofici d'editor de molt jove a l'editorial Tusquets, l'empresa que comandaven el seu oncle Antonio juntament amb la seva dona Beatriz de Moura, els quals el van enviar a París sis mesos a treballar amb Christian Bourgois amb la idea que, en el futur, els succeís al capdavant del segell editorial. Allà va aprendre alguns secrets del món editorial. Però, als 29 anys, va abandonar l'editorial per posar-se a treballar com a traductor i crític literari freelance. Va participar, al costat del seu amic Ignacio Echevarría, en la creació de Galàxia Gutenberg.
Posteriorment, va entrar com a responsable de Grijalbo Mondadori i, en fusionar aquest grup amb Random House, es va encarregar de la divisió literària de la multinacional de Bertelsmann, com a director editorial de Random House i coordinador de Penguin Random House a Amèrica Llatina. Va viure, doncs, la transformació de la indústria editorial des de "quan estava en mans d'uns pocs editors selectes" al domini dels grans grups.
Quant a la seva vida personal, la seva darrera parella va ser l'escriptora Ángeles González-Sinde, exministra de Cultura amb Rodríguez Zapatero. Va tenir un fill amb la seva primera dona, la també editora Miriam Tey, i una filla amb Elsa Serra, propietària del restaurant Salero, del Born.
Se l'ha considerat un dels més grans editors del món hispà. La seva tasca editorial abasta obres d'autors com ara Gabriel García Márquez, Philip Roth, John Maxwell Coetzee, Orhan Pamuk, César Aira o Javier Cercas, o també Nona Fernández, Alma Guillermoprieto, Elvira Navarro, Rafael Gumucio, Raúl Zurita, Mercedes Cebrián, Joan Didion, Sylvia Plath, John Cheever i David Foster Wallace. Claudio López Lamadrid va morir als 59 anys a conseqüència d'un infart cerebral.